# Drépanon
Drépanon (Drepano) är en ort i Grekland.   Den ligger i prefekturen Nomós Argolídos och regionen Peloponnesos, i den södra delen av landet, 90 km sydväst om huvudstaden Aten. Drépanon ligger 63 meter över havet och antalet invånare är 1 272.
Terrängen runt Drépanon är kuperad åt nordost, men åt sydväst är den platt. Havet är nära Drépanon söderut.  Närmaste större samhälle är Nafplion, 8,4 km väster om Drépanon. 